# Vicente Plantada y Fonolleda
Vicente Plantada y Fonolleda (Mollet del Vallès, 1839-20 de noviembre de 1913) fue un veterinario, escritor y profesor español.

## Biografía
Nació en Mollet del Vallés en 1839. Veterinario y profesor de primera enseñanza, fue autor de obras científicas y de investigación histórica, además de colaborador del Boletín del Centro Excursionista de Cataluña (1902) y La Renaixensa. Falleció el 20 de noviembre de 1913. Era de pensamiento catalanista y estuvo vinculado a la Unión Catalanista.